# Medienereignis

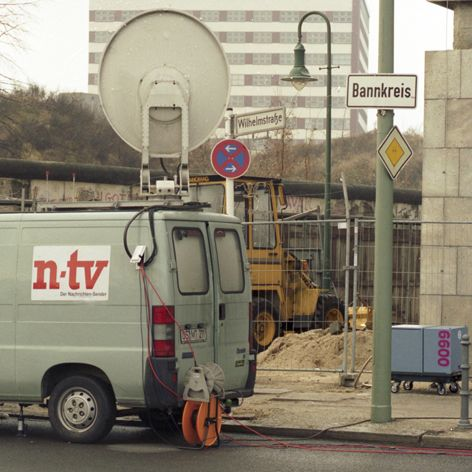
Medienereignis Politik. Ein Übertragungswagen vor dem Finanzministerium in Berlin, Tagungsort eines Untersuchungsausschusses gegen Helmut Kohl

Medienereignis ist ein in der Medien- und Kommunikationswissenschaft spezifisch gebrauchter Begriff, der die Medienberichterstattung über ein bedeutsames Geschehen bezeichnet, das sich außermedial ereignet und auf Grund aktiven Mitwirkens der Massenmedien von der Öffentlichkeit als etwas Besonderes wahrgenommen wird.

## Merkmale
Laut den Autoren des Bandes Medienereignisse der Moderne weisen Medienereignisse folgende Merkmale auf:
- Verdichtung gesellschaftlicher (transnationaler) Kommunikation;
- Rückwirkung des Medienereignisses auf die Entwicklung der Medien und
- eine große Bandbreite vieler verschiedener Medien der Erinnerung.

### Beispiele
Medienereignisse wie die Terroranschläge am 11. September 2001 in den USA, die Beerdigung von Papst Johannes Paul II., die Olympischen Spiele, die Fußball-WM 2006 (715 Mio. Zuschauer), königliche Trauungen, bestimmte Nationalfeiertage und Gedenktage (Diana Spencers Trauerfeier – angeblich 2,5 Milliarden Menschen), die Fernsehübertragung der Mondlandung 1969 (50 % der Sender weltweit zugeschaltet) oder die Öffnung der Berliner Mauer 1989 verweisen als Schwellenphasen des Besonderen (Victor Turner) auf bedeutsame kulturelle Zusammenhänge, die zunehmend an Einfluss auf die Orientierungs- und Sinnangebote in der Mediengesellschaft gewinnen.

### Pseudoereignisse
In einer Mediengesellschaft müssen die Medien aus der wirtschaftlichen Konkurrenzsituation heraus sich aber auch selbst immer mehr produzieren und von den anderen Medien abgrenzen. Um die Aufmerksamkeit auf sich zu lenken, initiieren Medien hin und wieder eigens zum Zwecke der Berichterstattung Kommunikationsereignisse, denen kein außermediales Geschehen zugrunde liegt. Für solche Fälle hat in der Kommunikationswissenschaft in den vergangenen Jahren der Begriff des „Pseudoereignisses“ Karriere gemacht, das auf den Historiker Daniel Boorstin zurückgeht. Boorstin hat Anfang der 1960er Jahre dazu die Studie „The Image. A Guide to Pseudo-Events in America“ vorgelegt.

## Theorie
Seit Ende der 1970er Jahre hat der israelische Kommunikationswissenschaftler Elihu Katz – später gemeinsam mit dem französischen Medienforscher Daniel Dayan – kontinuierlich einen anthropologisch orientierten Theorieansatz entwickelt, der einen der profiliertesten Entwürfe zur Untersuchung von Medienereignissen (Media Events) in modernen Gesellschaften darstellt. Insbesondere ihr 1992 erschienenes Buch „Media Events: The Live Broadcasting of History“, dessen wissenschaftliche Reflexion der Entstehung nationaler, oftmals internationaler, in wenigen Fällen auch globaler ritueller Gemeinschaften in Folge von Medienereignissen und der besonderen Inszenierungsfunktion des Fernsehens gilt, kann als Meilenstein innerhalb der kulturwissenschaftlichen Medien- und Kommunikationsforschung betrachtet werden.
Dass die ritualtheoretische Medienereignisforschung von Katz und Dayan inzwischen internationale Bekanntheit erlangt hat, ist nicht nur den zahlreichen theoretischen Anknüpfungsbemühungen an ihre wissenschaftlichen Arbeiten zu verdanken. Ebenso haben eine Reihe von überwiegend interdisziplinär ausgerichteten Forschungsvorhaben in diese Richtung die Medienereignisforschung in den vergangenen Jahren immer weiter vorangetrieben – auch wenn bisher noch nicht von einem etablierten, systematisierten Forschungsschwerpunkt gesprochen werden kann: Theoretische Verbindungen lassen sich beispielsweise zu den Cultural Studies ausmachen, neuerdings beschäftigen sich auch die Medien- und Kommunikationswissenschaften sowie die Ritualforschung mit der Medienereignistheorie.

## Forschungsstand
Auch in Deutschland haben die Arbeiten von Dayan und Katz inzwischen eine gewisse Bekanntheit erlangt, auch wenn bisher nur vereinzelte Studien und kursorische Bezüge auf ihren rituellen Theorieansatz vorliegen. Dagegen orientiert sich die französische Medienereignisforschung vor allem an den Arbeiten des Philosophen und Historikers Pierre Nora (1931–2025). Im Gegensatz zu Dayan und Katz geht Nora davon aus, dass es die Medien selbst sind, die Ereignisse und damit eine Ereignishaftigkeit generieren. Sie tun es auf unterschiedliche Weise: Jedes Medium – ob Radio, Presse oder Fernsehen – stellt besondere, ihm eigene Ereignisse her. Insgesamt funktionieren aber alle Medien nach derselben Logik: Sie stehen unter dem Zwang, immer neue Ereignisse produzieren zu müssen, und haben ein gigantisches Detektorsystem aufgebaut, um alles aufzuspüren, was die Aufmerksamkeit des Publikums wecken könnte. Es werden demnach viele Ereignisse von den Medien produziert, was aber nicht bedeutet, dass diese künstlich sein müssen.